# Nukleozid oksidaza
Nukleozid oksidaza (EC 1.1.3.28, nukleozidna oksidaza) je enzim sa sistematskim imenom nukleozid:kiseonik 5'-oksidoreduktaza. Ovaj enzim katalizuje sledeću hemijsku reakciju
inozin + O2 {\displaystyle \rightleftharpoons } 9-riburonozilhipoksantin +H2O
(1a) 2 inozin + O2 {\displaystyle \rightleftharpoons } 2 5'-dehidroinozin + 2H2O
(1b) 2 5'-dehidroinozin + O2 {\displaystyle \rightleftharpoons } 2 9-riburonozilhipoksantin
Supstrati mogu da budu drugi purinski i pirimidinski nukleozidi (kao i 2'-dezoksinukleozidi). Riboza i nukleotidi nisu supstrati. Sveukupna reakcija se odvija u dva zasebna koraka. 5'-dehidro nukleozid se oslobađa iz enzima i služi kao supstrat za drugu reakciju. Ovaj enzim se razlikuje od EC 1.1.3.39, nukleozid oksidaze (koja formira H2O2).

## Literatura
- Nicholas C. Price; Lewis Stevens (1999). Fundamentals of Enzymology: The Cell and Molecular Biology of Catalytic Proteins (Third изд.). USA: Oxford University Press. ISBN 019850229X.
- Eric J. Toone (2006). Advances in Enzymology and Related Areas of Molecular Biology, Protein Evolution (Volume 75 изд.). Wiley-Interscience. ISBN 0471205036.
- Branden C; Tooze J. Introduction to Protein Structure. New York, NY: Garland Publishing. ISBN 0-8153-2305-0.
- Irwin H. Segel. Enzyme Kinetics: Behavior and Analysis of Rapid Equilibrium and Steady-State Enzyme Systems (Book 44 изд.). Wiley Classics Library. ISBN 0471303097.

## Spoljašnje veze
- Nucleoside+oxidase на 